# Feels Like Today
«Feels Like Today» — третий альбом американской кантри-группы Rascal Flatts, выпущенный в сентябре 2004 года под лейблом Lyric Street Records. Альбом возглавил национальный хит-парад Billboard 200 и разошёлся тиражом в 5,149,000 копий в США к 18 октябрю 2009, и был сертифицирован 5-кратным мультиплатиновым согласно данным RIAA. Два сингла с этого альбома также превысили золотой статус (Bless the Broken Road и Fast Cars and Freedom) и стали № 1 в кантри-чарте.
С этого альбома вышли, кроме титульного, ещё несколько синглов: «Bless the Broken Road», «Fast Cars and Freedom» и «Skin (Sarabeth)». Песня «Bless the Broken Road» была первоначально записана группой Nitty Gritty Dirt Band, а также такими исполнителями как Marcus Hummon, Melodie Crittenden (чья версия была на #42 в кантри-чарте в 1997 году), и Geoff Moore ещё до того, как группа Rascal Flatts создала свою версию. А уже после них в Top 5 чарта Христианской музыки попала версия в исполнении группы Selah. Песня «When the Sand Runs Out» была позднее записана в исполнении Marty Raybon в его одноимённом альбоме 2006 года.

## Список композиций
1. «Where You Are» (Catt Gravitt, James LeBlanc) — 3:53
2. «Bless the Broken Road» (Jeff Hanna, Bobby Boyd, Marcus Hummon) — 3:48
3. «Then I Did» (Steve Robson, Jeffrey Steele) — 3:12
4. «Feels Like Today» (Steve Robson, Wayne Hector) — 3:26
5. «Fast Cars and Freedom» (Гэри ЛеВокс, Neil Thrasher, Wendell Mobley)- 4:24
6. «When the Sand Runs Out» (Brad Crisler, LeBlanc) — 3:46
7. «Here’s to You» (Jay DeMarcus, Thrasher, Mobley) — 3:12
8. «The Day Before You» (Matthew West) — 4:06
9. «Break Away» (Joe Don Rooney, Randy Cantor, Dennis Matkosky) — 3:12
10. «Holes» (Gregory Becker, John Paul White) — 4:18
11. «Oklahoma-Texas Line» (DeMarcus, LeVox, Rooney) — 2:56
12. «Skin (Sarabeth)» (Doug Johnson, Joe Henry) — 4:18
  - скрытый трек

## Участники записи

### Rascal Flatts
- Jay DeMarcus — бэк-вокал, бас-гитара
- Gary LeVox — основной вокал
- Joe Don Rooney — бэк-вокал, электрогитара

### Другие музыканты
- Tim Akers — клавишные, синтезатор, аккордеон
- Larry Beaird — акустическая гитара
- Tom Bukovac — электрогитара
- Paul Franklin — гитара
- Jerry McPherson — электрогитара
- Gordon Mote — фортепиано, орган Hammond B-3
- Steve Nathan — фортепиано, орган Hammond B-3
- Lonnie Wilson — ударные
- Jonathan Yudkin — скрипка, мандолина, октофон, банджо, струнные инструменты

## Позиции в чартах
| Чарт                   | Высшая позиция |
| ---------------------- | -------------- |
| США Billboard 200      | 1              |
| США Top Country Albums | 1              |

## Сертификации
| Регион                                                      | Сертификация  | Продажи   |
| ----------------------------------------------------------- | ------------- | --------- |
| Канада (Music Canada)                                       | Платиновый    | 100 000^  |
| США (RIAA)                                                  | 5× Платиновый | 5,274,000 |
| ^ Данные о тиражах приведены только на основе сертификации. |               |           |